# 카데호

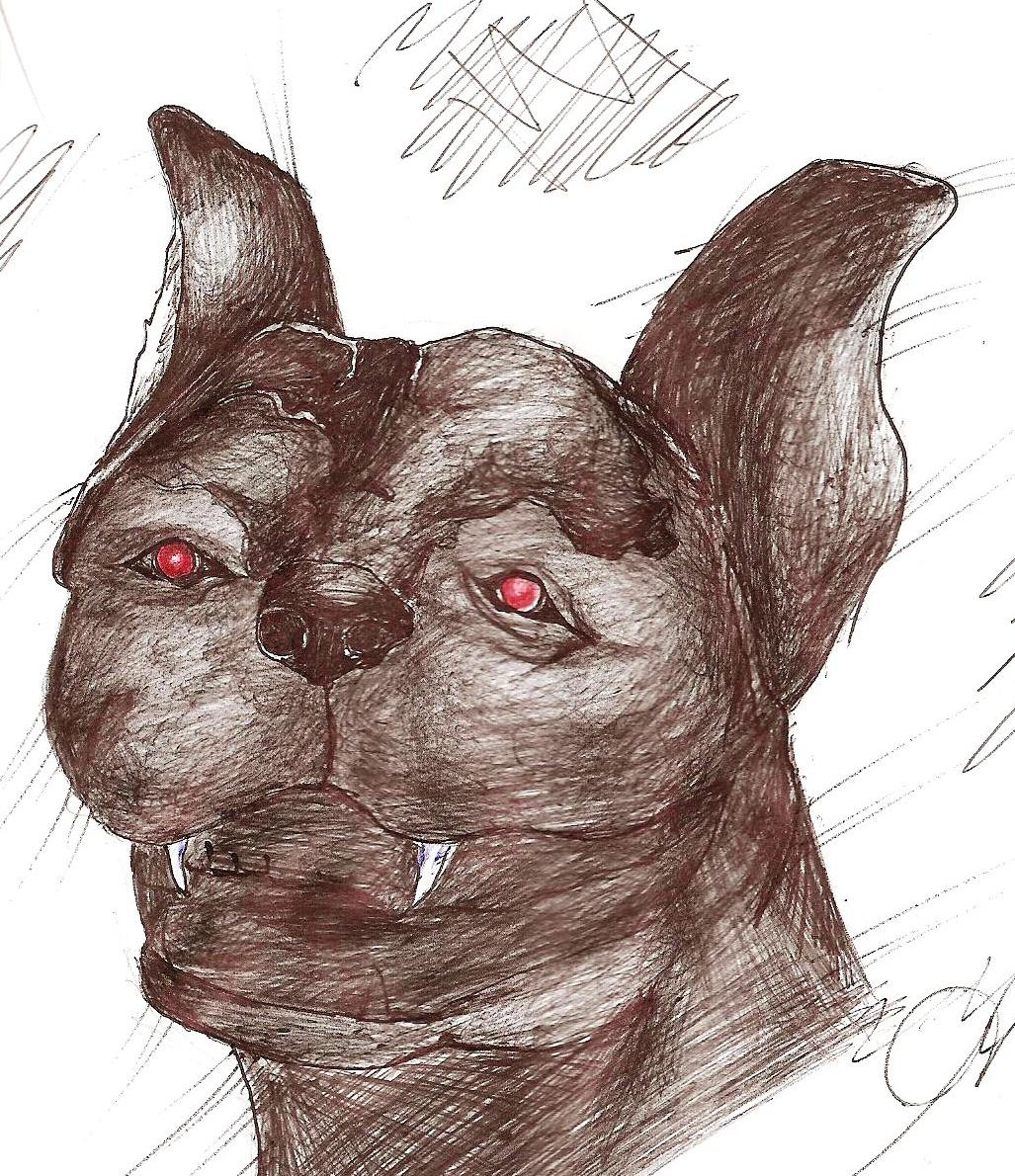
카데호의 그림

카데호(스페인어: cadejo, 발음: [kaˈðexo])는 평온할 때는 파란 눈, 공격할 때는 붉은 눈을 가진 개 모양의 생물로 나타나는 초자연적인 정령이다. 중앙아메리카 토착 민담에 따르면 밤에는 고립된 도로 주변을 돌아 . 좋은 흰색 카데호와 사악한 검은색 카데호가 있다. 둘 다 밤에 여행자에게 나타나는 영혼이다. 흰색 카데호는 여행 중에 위험과 해로움으로부터 그들을 보호하는 반면, 검은 카데조(때때로 악마의 화신)는 그들을 죽이려고 한다. 그들은 대개 크고 털이 복슬복슬한 개(아마도 소만큼 클 수도 있음)의 형태로 나타나며, 일부 지역에서는 더 거친 특징을 가지고 있지만, 일부 지역에서는 타는 듯한 붉은 눈과 염소 발굽을 가지고 있다. 이야기에 따르면 많은 사람들이 검은 카데조를 죽이려고 시도했지만 실패하고 멸망했다. 카데조를 죽이면 며칠 동안 지독한 냄새가 나다가 그 몸이 사라진다고 한다. 일부 과테말라와 엘살바도르의 민간 전설에서는 술에 취한 사람을 강탈하거나 해치려는 사람으로부터 보호하는 카데호 (cadejo)에 대해서도 이야기한다. 카데조가 근처에 있으면 강한 염소 냄새가 난다고 한다. 카데조에서 등을 돌리거나 말을 하면 광기를 불러일으킨다고 한다.
카데호 (cadejo) 라는 용어는 스페인어 단어 카데나 (cadena) 에서 파생된 것으로 생각된다. "체인" (chain) 을 의미함; 카데조는 때때로 그 뒤에 사슬을 끌고 있는 것으로 표현된다. 족제비과의 상당히 큰 종인 타이라 있는데, 이는 카데호라고 불리며 전설의 가능한 출처로 인용된다.
과테말라, 엘살바도르, 온두라스, 코스타리카, 니카라과에서는 개처럼 생긴 이 생물이 엘 카데호 (El Cadejo)로 알려져 있다. 개처럼 생겼고, 사슴 같은 발굽을 갖고 있으며, 사슴처럼 움직인다고 한다. 흰색 카데조는 자비로우며 화산에서만 자라는 종 모양의 꽃을 먹는다. 하얀 카데호는 주정뱅이, 부랑자, 원한을 품은 사람들을 포함한 모든 사악한 발걸음, 심지어 라 시구아나바 까지, 때로는 사악한 검은 카데호에 의해 일어나는 나쁜 선택으로부터 사람들을 보호한다. 검은 카데조는 악의적이며 사람들이 나쁜 선택을 하도록 유혹한다. 검은 카데조는 빛나는 보라색 눈을 가지고 있으며 갓 태어난 아기를 잡아먹는다. 책 Los perros mágicos de los volcanes 만리오 아르게타의 (화산의 마법견)는 카데호를 엘살바도르의 민속에서 두드러지게 등장하는 신화 속의 개 같은 생물로 묘사한다. 그들은 밤에 신비롭게 나타나 화산 경사면에 사는 마을 사람들을 위험으로부터 사랑스럽게 보호한다. 과테말라와 엘살바도르에서 El Cadejo의 전설은 La Siguanaba와 El 시피티오 전설을 중심으로 전개된다.

## 형질
다양한 지역의 다양한 이야기에 따르면 사악한 카데조의 크기는 다양하다. 묘지와 어두운 골목에 숨어서 지나가는 희생자를 공격하기를 기다린다. 농축된 소변 과 타는 유황의 독특한 냄새가 난다. 덜거덕거리는 동작으로 인두를 수축시킨다. 그 시선은 눈을 마주치는 사람을 얼어붙게 만든다. 돼지와 비슷한 피부와 짧은 털은 칠흑 같은 어둠 속에서 반짝인다.
블랙 카데조에는 세 가지 유형이 있다.
첫 번째는 붉게 달궈진 사슬로 묶인 발굽이 달린 크고 상처 입은 개 형태의 악마 그 자체이다. 하얀 카데조조차도 그를 완전히 막을 수는 없다고 한다. 일반 블랙 카데조와 달리 악의 눈인 정찰병이기 때문에 지나가는 사람을 쫓거나 공격할 가능성이 낮다. 대신 그를 발견한 사람은 누구나 슬픈 일을 겪게 될 것이다. 노벨상 수상자 미겔 앙헬 아스투리아스의 단편 소설 "Leyenda del Cadejo" ("카데호의 전설")에서 이 다양한 카데호는 젊은 수녀원장을 공포에 떨게 하고 그녀의 머리띠를 빼앗아간다.
두 번째 유형의 카데조는 신비한 사악한 개이다. 그것은 희생자를 죽이고 잔인하게 찢는다. 첫째, 그것은 근처에 있다는 일련의 소리와 기타 신호로 그의 사기를 떨어뜨린다. 그런 다음 피해자가 겁을 먹은 후 도약하여 흰색 카데조가 근처에 없으면 그를 죽일 것이다.
세 번째이자 가장 약한 유형의 블랙 카데조는 일반 개와 "일반" 카데조의 자손이다. 그것은 필멸의 잡종이며 강한 사람에 의해 (어려워도) 죽을 수 있다(해당 지역의 대부분의 남성은 보호를 위해 마체테 만 들고 있다는 점을 염두에 두십시오). 일단 죽으면 몇 초 만에 완전히 썩어 악의 얼룩을 남기고 풀과 이끼가 다시는 자라지 않게 된다. 이 카데조는 결코 희생자를 물지 않을 것이다. 대신 그는 주둥이로 그들을 차고 쪼아 먹는다. 이런 일이 일어나고 나면 사람들은 "Lo jugó el cadejo" 말한다.이는 "그\그녀는 카데호에 의해 처리되었다" 는 뜻이다. 피해자는 화를 낸다. 이 용어는 때때로 정신 질환을 가지고 태어난 사람들에게 적용된다.
엘살바도르에서 상당히 인기 있는 전설 버전은 흑인 마술사의 집에 들어간 두 형제에 대해 이야기한다. 폭풍우가 치는 동안 그는 소년들에게 불을 피울 통나무를 가져오는 것을 도와달라고 부탁한다. 두 소년 모두 일을 게을리하지만 남자가 주는 음식을 먹는다. 그는 자신이 가지고 있던 음식이 조금 없어졌고 불을 피울 장작도 부족하다는 사실을 알게 되자 소년들의 마을로 가는 길에 저주를 걸었다. 목소리는 소년들을 괴롭히고 그들이 목소리에 등을 돌리면 그들은 흰색 카데조와 검은색 생물로 변하게 된다. 저주받은 모습으로 마을로 돌아온 그들은 쫓겨나 방황할 수밖에 없다.

## 전설
20세기 초, 후안 카를로스 (Juan Carlos)는 과테말라 라 오로라 (La Aurora) 근처 시골 들판, 로스 아르코스 (Los Arcos) 근처 초가집에 살았던 수호자였다. 그는 파로키아 비에하 근처에서 일했고 자정에 그의 집에 도착했다. 그의 아내와 어린 아이들은 거의 하루 종일 들판 한가운데서 혼자 시간을 보냈다. 후안은 어느 날 집에 도착했을 때 흰 개를 발견했다. 개는 그가 오는 것을 보고 몸을 흔들며 돌아서 사라졌다. 후안은 항상 개를 따라가려고 노력했지만 결코 그 개에게 다가갈 수 없었다. 어느 날 그가 도착했을 때 흰 개는 움직이지 않았고, 그가 개에게 다가가도 아무런 소리도 내지 않았다. 그런데 후안이 그의 발을 만지자 갑자기 눈을 떴는다. Juan은 무서웠다. 개가 '더 이상 내 도움이 필요하지 않다'라고 말했다. 겁에 질린 Juan은 '무슨 도움이 되나요?'라고 외쳤다. 그러자 개는 고통 속에 '나는 위에서 보내진 개다'라고 말했다. 내 임무는 어떤 위험으로부터도 당신을 보호하는 것이었다. 하지만 당신은 더 이상 나의 도움이 필요하지 않다는 것을 나에게 보여 주었다.' 그 직후 흰 개는 죽었다. 후안은 그를 묻었고, 집에 올 때마다 그 흰 개를 떠올렸다.

## 예술과 대중문화에서

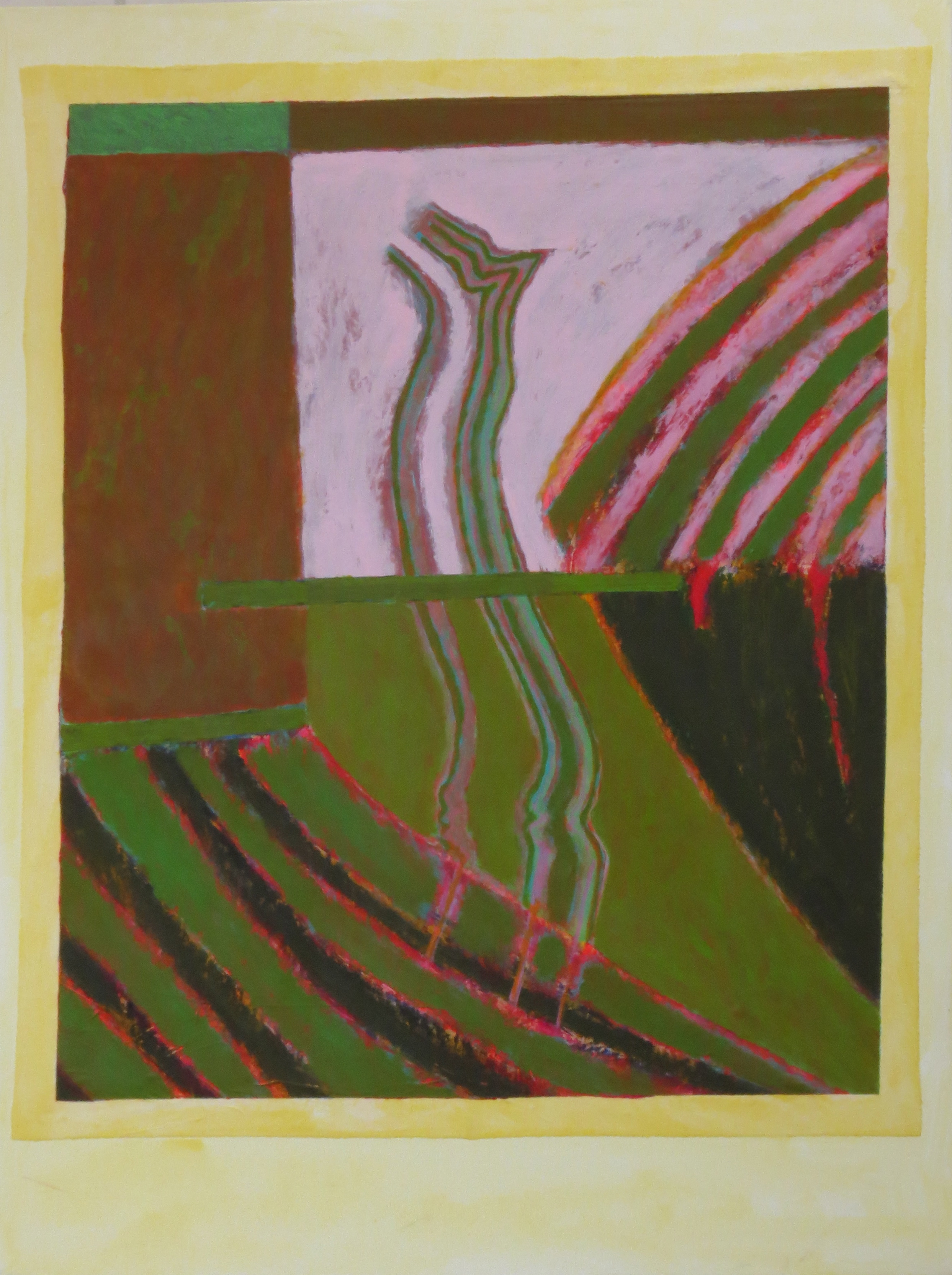
2011년, 신화 속의 개 "엘 카데호"를 묘사한 카를로스 로아르카의 캔버스에 아크릴

카데호는 1937년에 태어난 과테말라 출신 예술가 카를로스 로아르카 (Carlos Loarca)의 그림의 주요 모티브이다. 어렸을 때 Loarca는 전설을 들었고 cadejo가 항상 칸티나 에서 상처 없이 집으로 돌아왔기 때문에 아버지를 보호한다고 믿었다. 성인이 된 Loarca는 보호 정신이 자신의 알코올 습관을 깨는 데 도움이 된다고 느꼈다. 1970년대부터 El cadejo가 그의 그림에 등장했다. Loarca는 개가 동반자이자 안내자였으며 그와 함께 늙어 갔다고 말한다. 카데호는 온두라스의 코판 과 테구시갈파 같은 곳에서 볼 수 있다.
엘살바도르 작가 Manlio Argueta는 엘 카데호의 민속을 설명하는 화산의 마법견:로스 페로스 마히코스 데 로스 볼케네스 (1990)라는 동화책을 썼다. 스페인어-영어 이중 언어 버전은 스테이시 로스가 번역하고
엘리 시몬스가 그림을 그렸다.

## 참고자료
1. Games and Popular Superstitions of Nicaragua, E.A.P de Guerrero, p. 38, in The Journal of American Folk-lore, Volume 4, Parts 1-2, 1891
2. Beasts! Book 2, Jacob Cove Fantagraphics Books, 2008
3. https://www.espookytales.com/blog/The-Legend-of-El-Cadejo/

## 같이 보기
- 헬하운드
- 블랙 슈크
- 라 요로나
- 코이코이 부인
- 블러디 메리(민속)
- 울보다리
- 라 말린체
- 사요나
- 엘 실본
- 케르베로스